# Habroleptoides modesta
Habroleptoides modesta is een haft uit de familie Leptophlebiidae. De wetenschappelijke naam van de soort is voor het eerst geldig gepubliceerd in 1864 door Hagen.
De soort komt voor in het Palearctisch gebied.